# Cheder

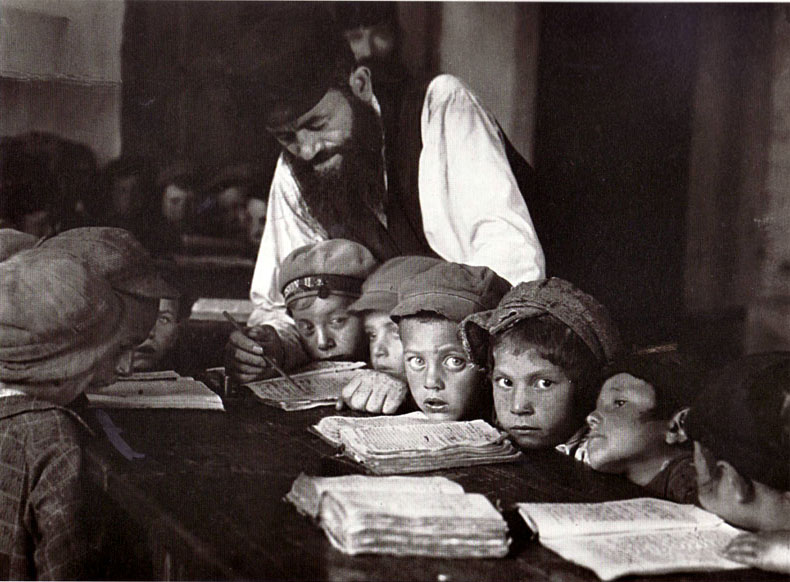
Cheder in Lublin (1924). Foto von Alter Kacyzne

Cheder (חֶדֶר, Mehrzahl חֲדָרִים Chadarim bzw. aschkenasisch-hebräisch und jiddisch Chejder, Mehrzahl Chadorim) ist das hebräische Wort für „Zimmer“ und die Bezeichnung für die traditionellen, religiös geprägten Elementarschulen, wie sie im westeuropäischen Judentum bis zum Ende des 18. Jahrhunderts, im osteuropäischen Judentum bis zum Holocaust üblich waren.

## Gestalt und Lehrplan
Der Unterricht im Cheder fand im Haus des Lehrers statt, der von der jüdischen Gemeinde bzw. einer Gruppe von Eltern finanziert wurde. Der Cheder war üblicherweise mit der Synagoge verbunden. Diese Form der Erziehung war in der Regel nur Jungen zugänglich, Mädchen lernten meist bei den Müttern nebenher. Der Unterricht fand in kleinen Gruppen mit Jungen verschiedener Altersgruppen statt.
Die Jungen traten mit etwa drei Jahren in den Cheder ein. Sie erlernten zunächst das hebräische Alphabet und die hebräische Sprache (Umgangssprache des mittel- und osteuropäischen Judentums war vom Mittelalter bis zur Aufklärung das Jiddische). Auf dieser Grundlage studierten sie dann die Tora, beginnend mit dem 3. Buch Mose, und anschließend den Talmud, d. h. Mischna, Gemara und zusätzliche Kommentare. Gegenseitiges Vorlesen und Auswendiglernen waren die vorherrschenden Lernformen. Im Alter von 13 bis 14 Jahren wurde die Ausbildung im Cheder mit der Bar Mizwa abgeschlossen. Bei dieser Zeremonie liest der heranwachsende Junge, der bei dieser Gelegenheit ebenfalls Bar Mizwa (wörtlich „Sohn des Gebots“) genannt wird, im Rahmen eines Gottesdienstes vor der Gemeinde einen Abschnitt aus der Tora vor.
Für das weitere Studium zum Rabbiner oder Sofer gab es Jeschiwot, d. h. Talmud-Hochschulen, etwa in Worms, Fürth oder in Prag, das für jüdische Studien einen hohen Ruf genoss. Nachdem viele Juden im Mittelalter vor Judenpogromen im Zusammenhang mit den Kreuzzügen nach Osteuropa geflohen waren, lag das intellektuelle Zentrum des europäischen Judentums während vieler Jahrhunderte in dieser Region.

## Kritik
Das Cheder-System wurde am Ende des 18. Jahrhunderts sowohl vonseiten der jüdischen Orthodoxie als auch von Anhängern der Haskala kritisiert.
Die orthodoxe Seite kritisierte vor allem die oftmals mangelhafte Qualifikation der Lehrer, die meist schlecht bezahlt waren und vor allem in kleinen Dörfern nebenher noch als Schochet, Vorbeter oder Totengräber arbeiteten und somit die Lehrertätigkeit nur nebenberuflich betreiben konnten. Auch kam es nicht selten vor, dass Lehrer die Kinder zu früh auf die nächste Stufe des Studiums aufrücken ließen, weil sie für Fortgeschrittene etwas mehr Geld erhielten als für den Elementarunterricht.
Die Anhänger der Aufklärung kritisierten das ganze System, weil es durch seine sprachliche und räumliche Abschottung von der christlichen Umwelt die Integration und Emanzipation der Juden behindere. Sie sprachen sich für zusätzlichen Unterricht in deutscher Sprache aus und forderten die Einbeziehung weltlicher und berufspraktischer Inhalte. Diese Ziele verwirklichten aufgeklärte deutschsprachige Juden seit dem Ende des 18. Jahrhunderts, indem sie jüdische Reformschulen, auch „Freischulen“ genannt, einrichteten. Beispiel einer solchen Freischule war die Jüdische Freischule Berlin. Die Reformschulen-Bewegung und die Einführung der allgemeinen Schulpflicht führten im 19. Jahrhundert zur Auflösung des Cheder-Systems im deutschsprachigen Raum. In Osteuropa wurde die Ausbildung im Cheder vielerorts bis zum Holocaust fortgesetzt.

## Gegenwart
Noch heute gibt es in charedischen Gemeinden Chadarim, so in Antwerpen, London, Zürich, New York und Jerusalem. Im Gegensatz zur früheren Organisation in den ländlichen Gegenden Osteuropas sind die Chadarim heute gut organisiert, die Kinder eines Jahrganges sind in Klassen zusammengefasst, die Lehrer (Rebbes) werden ausgebildet.
In den Vereinigten Staaten besuchen Kinder aus nicht-orthodoxen jüdischen Familien neben dem regulären Schulunterricht meist eine Hebrew School (Hebräischschule), das jüdische Äquivalent der Sonntagsschule.